# Dijon Université Club
Pour les articles homonymes, voir DUC.
Le Dijon Université Club (DUC) est un club omnisports universitaire français basé à Dijon et fondé le 27 juillet 1920 par des étudiants de l'université de Dijon.
Le DUC comprend à ses débuts des sections athlétisme, escrime, boxe anglaise, rugby à XV et tennis.
Le club a eu une section handball : en 1959, les handballeurs du DUC remportent le match de barrage d'accession en Championnat de France Honneur à Marseille contre l'Olympique de Marseille (16-15 après prolongation). Le DUC a aussi eu une équipe de rugby à XV, finaliste du Championnat de France universitaire en 1944 contre le Stade Marseillais Université Club, une section basket-ball, une section football américain et une section korfbal.
En 2021, le club compte huit sections : la section baseball/softball/cricket, la section athlétisme la section boxe française, la section football, la section arts martiaux (shinkido), la section tennis, la section randonnée et la section e-sport.